# Referendo na Coreia do Sul em 1972
Um referendo constitucional foi realizado na Coreia do Sul em 21 de novembro de 1972. As mudanças à constituição foram aprovadas por 92,3% dos eleitores, com uma participação de 91,9%.

## Resultados
| Opção                | Votos      | %    |
| -------------------- | ---------- | ---- |
| A favor              | 13.186.559 | 92,3 |
| Contra               | 1.106.143  | 7,7  |
| Votos nulos/brancos  | 118.012    | -    |
| Total                | 14.410.714 | 100  |
| Fonte: Nohlen et al. |            |      |